# EN 60601-1-8
Die EN 60601-1-8 mit dem Titel „Medizinische elektrische Geräte; Allgemeine Festlegungen für die Sicherheit einschließlich der wesentlichen Leistungsmerkmale – Ergänzungsnorm: Alarmsysteme – Allgemeine Festlegungen, Prüfungen und Richtlinien für Alarmsysteme in medizinischen elektrischen Geräten und in medizinischen Systemen“ regelt allgemeine Festlegungen für die Sicherheit, Prüfungen und Richtlinien für Alarmsysteme in medizinischen elektrischen Geräten und in medizinischen Systemen. Sie ist Teil der Normenreihe EN 60601.
Herausgeber der DIN-Norm DIN EN 60601-1-8 ist das Deutsche Institut für Normung.
Die Norm basiert auf der internationalen Fassung IEC 60601-1-8. Im Rahmen des VDE-Normenwerks ist die Norm als VDE 0750-1-8 klassifiziert, siehe DIN-VDE-Normen Teil 7.
Diese Ergänzungsnorm trifft Festlegungen für Alarmsysteme in medizinischen elektrischen Geräten und Systemen. Zweck ist es, Merkmale der Basissicherheit und der wesentlichen Leistungen, sowie Prüfungen für Alarmsysteme von medizinischen elektrischen Geräten und Systemen zu beschreiben und zusätzlich Anleitungen für ihre Anwendung zu geben.
Dies wird erreicht durch die Definition von Alarm-Kategorien (Prioritäten) nach dem Grad der Dringlichkeit, konsistenten Alarmsignalen und Kontrollbedingungen und deren einheitliche Kennzeichnung.

## Einzelnachweis
1) Gärtner, A.; Verteilte Alarmsysteme – Praxisgerechte Hilfestellung zum Risikomanagement – TÜV Media GmbH Köln, 2016 ISBN 978-3-8249-1990-1